# Victoria Peak, British Columbia
Victoria Peak är en bergstopp i Kanada.   Den ligger i provinsen British Columbia, i den sydvästra delen av landet, 3 700 km väster om huvudstaden Ottawa. Toppen på Victoria Peak är 2 163 meter över havet.
Terrängen runt Victoria Peak är huvudsakligen bergig, men åt sydost är den kuperad. Victoria Peak är den högsta punkten i trakten. Trakten runt Victoria Peak är nära nog obefolkad, med mindre än två invånare per kvadratkilometer.. Det finns inga samhällen i närheten.
I omgivningarna runt Victoria Peak växer i huvudsak barrskog.